# Арбуга (город)
Арбуга или Арбога (швед. Arboga) — город в Швеции, административный центр Арбугской коммуны Вестманландского лена. Расположен на реке Арбогоан.
Население — 10 369 человек (2005).
Город является важным транспортным узлом, так как на его территории пересекаются европейские маршруты E18 и E20, а также железные дороги Mälarbanan и Svealandsbanan. В экономике города важную роль играет авиастроение и компании информационных технологий. Среди крупнейших компаний, располагающихся в Арбуге, Celsius Aerotech AB и Volvo Aero Corporation.

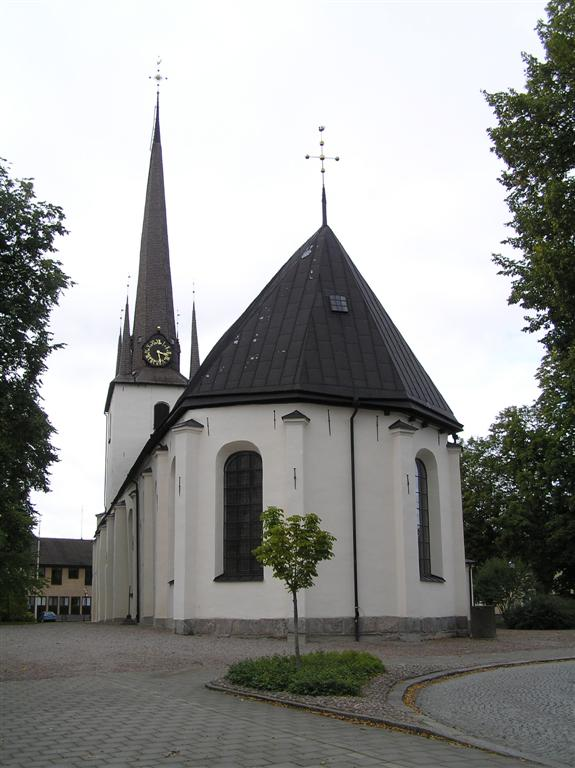
Арбугская церковь Святой Троицы. XIV в.

## История
Первое упоминание об Арбуге как о городе относится к XIII веку, но эта область была заселена ещё в VIII веке. Название (первоначально Arbugæ) состоит из двух частей: Ar, что в переводе с древнего шведского означает «река» и bughi, что означает «изгиб» и вместе имеет значение «излучина реки».
В 1285 году здесь был основан францисканский монастырь, который стал играть доминирующую роль среди монастырей ордена во всей Скандинавии. В 60-е гг. XVI века в городе была заложена мануфактура по производству кирас и ружей.
Съезд сословий, состоявшийся в Арбуге в январе 1435 года, согласно старой традиции, было принято считать первым шведским риксдагом.